# Мунчелу (Нямц)
Мунчелу (рум. Muncelu) — село у повіті Нямц в Румунії. Входить до складу комуни Іон-Крянге.
Село розташоване на відстані 277 км на північ від Бухареста, 46 км на схід від П'ятра-Нямца, 57 км на південний захід від Ясс.

## Населення
За даними перепису населення 2002 року у селі проживали 75 осіб, усі — румуни. Усі жителі села рідною мовою назвали румунську.